# 2006 QA181
2006 QA181, também escrito como 2006 QA181, é um objeto transnetuniano que está localizado no Cinturão de Kuiper, uma região do Sistema Solar. Este corpo celeste é classificado como um provável cubewano. Ele possui uma magnitude absoluta de 7,2 e tem um diâmetro estimado com 160 km.

## Descoberta
2006 QA181 foi descoberto no dia 21 de agosto  de 2006.

## Órbita
A órbita de 2006 QA181 tem uma excentricidade de 0,089 e possui um semieixo maior de 44,600 UA. O seu periélio leva o mesmo a uma distância de 40,639 UA em relação ao Sol e seu afélio a 48,560 UA.